# Aghstafa (distriktshuvudort)
Aghstafa (ryska: Акстафа) är en distriktshuvudort i Azerbajdzjan.   Den ligger i distriktet Ağstafa Rayonu, i den västra delen av landet, 400 kilometer väster om huvudstaden Baku. Aghstafa ligger 327 meter över havet och antalet invånare är 12 542.
Terrängen runt Aghstafa är platt åt nordost, men åt sydväst är den kuperad. Närmaste större samhälle är Qazax, 7,9 kilometer väster om Aghstafa.
Trakten runt Aghstafa består till största delen av jordbruksmark. Runt Aghstafa är det ganska tätbefolkat, med 72 invånare per kvadratkilometer.